# Nattapong Sayriya
Nattapong Sayriya (thailändisch ณัฐพงษ์ สายริยา; * 26. April 1992 in Phuket), auch als Nut bekannt, ist ein thailändischer Fußballspieler.

## Karriere
Nattapong Sayriya stand bis 2015 beim Drittligisten Chamchuri United FC in der Hauptstadt Bangkok unter Vertrag. Mit dem Verein spielte er in der Bangkok Region der Liga. 2016 wechselte Sayriya zum Nakhon Ratchasima FC. Der Verein aus Nakhon Ratchasima spielte in der höchsten Klasse des Landes, der Thai League. Am Ende der Saison 2022/23 musste er mit dem Verein in die zweite Liga absteigen. Am Ende der Saison 2023/24 feierte er mit dem Verein die Meisterschaft der zweiten Liga sowie den direkten Wiederaufstieg in die erste Liga. Nach insgesamt 182 Ligaspielen wurde sein Vertrag im Sommer 2025 nicht verlängert. Ende Mai 2025 unterschrieb er in Chonburi einen Vertrag beim Erstligaaufsteiger Chonburi FC.

## Erfolge
Nakhon Ratchasima FC
- Thailändischer Zweitligameister: 2023/24  ▲